# Nanclares de la Oca
Nanclares de la Oca (oficialmente Nanclares de la Oca/Langraiz Oka) es un concejo del municipio de Iruña de Oca, en la provincia de Álava, España.

## Situación
Es la localidad más occidental de la Llanada Alavesa y la más poblada de la Cuadrilla de Añana. 
Desde 1976 forma parte del municipio de Iruña de Oca, siendo el núcleo principal del mismo, que conforma junto a  los concejos de Víllodas, Ollávarre, Montevite y Trespuentes.
Nanclares se sitúa a unos doce kilómetros al oeste de Vitoria junto a la carretera radial N-I.

## Despoblados
Forma parte del concejo una fracción de los despoblados de:
- Lupierro[2]
- Sosas[3]

Forma parte del concejo el despoblado de:
- Quintaniella[4]
- Zaballa[5]

## Toponimia
La historia del topónimo Nanclares no está claro. Ateniéndose a la procedencia de la estela en la que apareció escrita la palabra Langrares, la cual es la referencia más antigua encontrada, podría deducirse que el término es de origen celtíbero, sin embargo, los etimologistas prefieren hablar de orígenes latinos o eusquéricos. Tampoco está claro si se trata de un topónimo antroponímico o no. En lo que sí hay un amplio consenso es en la coincidencia etimológica con el topónimo Langara-Ganboa (Nanclares de Gamboa), también en Álava.
A lo largo de la historia ha sido citado de diversas maneras como Langrares, Langares, Lancares, Lancrares o Lanclares. Con la llegada de la lengua castellana el topónimo se convirtió en el actual Nanclares. El apellido de la Oca que actualmente acompaña al nombre, es debido según los expertos, a los templarios que poblaron estas tierras en la Edad Media a las cuales denominaron 'Tierra de la Oca' por ser este el animal al que veneraban. De hecho, Nanclares no es el único pueblo en el que aparece la palabra Oca, otro ejemplo es la localidad de Villanueva de la Oca, situada a unos 5 km de distancia. Otros expertos en toponomástica, relacionan Oca con la palabra celta Oka, que significaría 'río', y que sería más tarde tomada prestada por el euskera. Y es que Nanclares está situada junto al río Zadorra, un río bastante caudaloso en comparación con los de su entorno. Aun así, esto último es prácticamente descartable por la tardía aparición del término completo Nanclares de la Oca, que no está registrado hasta las Ordenanzas de Juan II de 1417.
La denominación en euskera de Nanclares de la Oca es Langraiz Oka (a veces es llamada Langraitz Oka). El término Langraiz o Langraitz también tiene su origen en las denominaciones primitivas de la localidad. En euskera, la terminación -es evolucionó hacia -i(t)z mientras en castellano se mantuvo la terminación original. Más tarde, de la misma forma que en castellano se añadió el apellido de la Oca al nombre, en la lengua local comenzó a hacerse lo propio con Oca u Oka.

## Historia

### Primeros asentamientos y época romana
El hecho de haber encontrado una estela celtíbera donde aparece denominado el lugar como "Langrares", lleva a pensar que ya hubo asentamientos ya en época prerromana, posiblemente debido a que los montes de la zona ofrecían una buena caza, en una sierra tan difícil como es la de Badaya, además de poseer un río caudaloso que proveería de buena pesca (posiblemente cangrejos) y unos pastos inmejorables durante el buen tiempo.
La llegada de los romanos supuso un cambio en todos los órdenes de la vida en Nanclares. A principios del siglo XXI se encontraron algunos restos romanos en la localidad; a los ya conocidos como los de Iruña-Veleia en la vecina localidad de Víllodas, se sumaron otros descubrimientos como el de una posible fonda romana donde descansaban o se cambiaban los caballos.

### Edad Media
Hay datos que hacen creer que hubo asentamientos templarios en una zona que abarcaría parte de la zona norte de la península ibérica en la que estaría incluida ésta.
Nanclares de la Oca aparece registrado en el Catálogo de los pueblos de Álava en 934 del Archivo de San Millán como concejo integrante de Alfoces Langrares tras el lugar de Billodas. Un alfoz era, durante la Edad Media, el nombre que se le daba al territorio que pertenecía a una villa, en este caso a la de Langrares, y que estaba repartido en diferentes concejos. Al alfoz de Langrares pertenecían los concejos de Transponte (actual Trespuentes), Adanna, Lermanda (Lermanda), Margarita (Margarita), Suvillana (Subijana de Álava), Quintaniella, Billodas (Víllodas), Langrares (Nanclares de la Oca), Oto (Los Huetos), Mandoiana (Mandojana) y Lopeggana (Lopidana). 
El documento conocido más antiguo del lugar es un compromiso y sentencia a un pleito promovido entre Nanclares y Ollávarre sobre término de mojones fechado el 23 de noviembre de 1393. Existen otros documentos con compromisos concertados con La Puebla de Arganzón en 1420 y con Víllodas en 1428. En todos estos escritos el topónimo registrado es el de Langares, Langrares o Lancares y aparece citado como lugar o aldea. El primer documento en el cual Nanclares es citado con el título de Villa es una escritura en la que conciertan varias providencias de gobierno entre Nanclares y Ollávarre el 21 de diciembre de 1523.
El título de Villa es ya frecuente en el siglo XVI. Así aparece registrada en otro compromiso entre Nanclares y Ollávarre de 3 de junio de 1534, así como al principio de un libro de cuentas del año 1594. El topónimo “Nanclares” lo encontramos en el citado documento de 21 de diciembre de 1523. El nombre completo de "Nanclares de la Oca", está ya registrado en las Ordenanzas de Juan II de 1417.
La villa perteneció al Señorío del conde de Orgaz, que recaudaba diversos tributos entre sus vecinos y confirmaba la designación de procurador general del Estado Noble y del alcalde ordinario en el Estado Llano. En un solar de la Villa tenían casa Infanzona los Hurtado de Mendoza o Condes de Orgaz. Fernán Hurtado de Mendoza fundó en Nanclares una ermita-oratorio servida por Hermanas de la Orden Tercera de San Francisco actualmente desaparecida.

### Hasta elsigloXIX
Durante la guerra de Independencia española hubo gran presencia de militares ingleses en los alrededores del pueblo, sobre todo durante la batalla de Vitoria. Los militares presentes pertenecían a la 4.ª y Ligera división, que estaban a las órdenes de Wellington, además de las brigadas de caballería británica de Robert Hill, Grant, Ponsonby y la portuguesa de D'urban. Su misión era esperar en los alrededores de Nanclares hasta que las tropas de Hill tomaran los Altos de La Puebla de Arganzón, lo que les permitiría cruzar el río Zadorra sin dificultad y atacar frontalmente el centro de la posición imperial.
También las guerras carlistas tuvieron parte de su desarrollo en el pueblo, prueba de ello son las tres torres que hoy en día se mantienen a las afueras de Nanclares: Almoreta, Vayagüen y El Encinal.
En la actualidad cuenta con una iglesia dedicada a la Asunción de Nuestra Señora, románica con ábside semicircular en el que hay ventanas de tres arquivoltas con capiteles labrados; el pórtico de seis arcos se usa como salón cultural y los retablos son barrocos. Hasta el siglo XIX contó con otra iglesia dedicada a San Martín, que desapareció por su abandono. Además de estas iglesias contó con numerosas ermitas que fueron desapareciendo con los años.
En la segunda mitad del siglo XIX fue erigido a las afueras de Nanclares un edificio que funcionó como balneario. Era conocido como el balneario de Bolén o Bolem y tuvo una gran aceptación, llegando incluso a estar catalogado como uno de los mejores de Europa a finales de siglo.
En el Anuario oficial de 1882, publicado en 1883 se lee:
“Nanclares de la Oca (Álava)
Temperatura: 18’50 °C.
Manantial: Único sin aforar.
Clasificación: Son aguas bicarbonatadas cálcicas.
Mayoría de concurrencia: Enfermos del aparato digestivo.
Especialización: Dispepsias, gastralgias, catarros gastro-intestinales crónicos, infartos hepáticos y seguramente la litiasis en sus diferentes manifestaciones.
Instalación: En la planta baja del establecimiento hay seis cuartos con pilas y aparatos de duchas y pulverización. La fonda tiene comedores de 1.ª y 2.ª clase, cuarenta habitaciones bien amuebladas y un salón de recreo.
Médico Director Interino: D. Ramón Apraiz de Vitoria.
Y en el Anuario oficial de 1887, publicado en 1888 se lee:
Región hidrológica: Pirenaica.
Este establecimiento, que permanece cerrado ha sido adquirido por el conocido Dr. D. Pablo Fernández Izquierdo, quien ha emprendido obras importantes, que le pondrán en condiciones ventajosas acaso para la temporada del año venidero.
A finales del siglo XIX, después de su época de máximo esplendor, el balneario cayó en la decadencia y tuvo que cerrar. El edificio permaneció deshabitado hasta que en 1914 se establecen en el recinto los Hermanos Menesianos. Reconstruyeron el antiguo balneario y lo convirtieron en Casa-Seminario de formación de los jóvenes que quieren ser Hermanos. Los cambios sociales y religiosos ocurridos durante el siglo XX hicieron que se transformara en el actual colegio San José de educación secundaria obligatoria con servicio de internado y residencia.
A lo largo de este siglo Nanclares de la Oca se constituyó como municipio, compuesto en un principio por los concejos de Ollávarre y Nanclares, y al que se sumó Montevite, que pertenecía hasta entonces a Ribera Alta, a finales de siglo.

### Hasta la actualidad

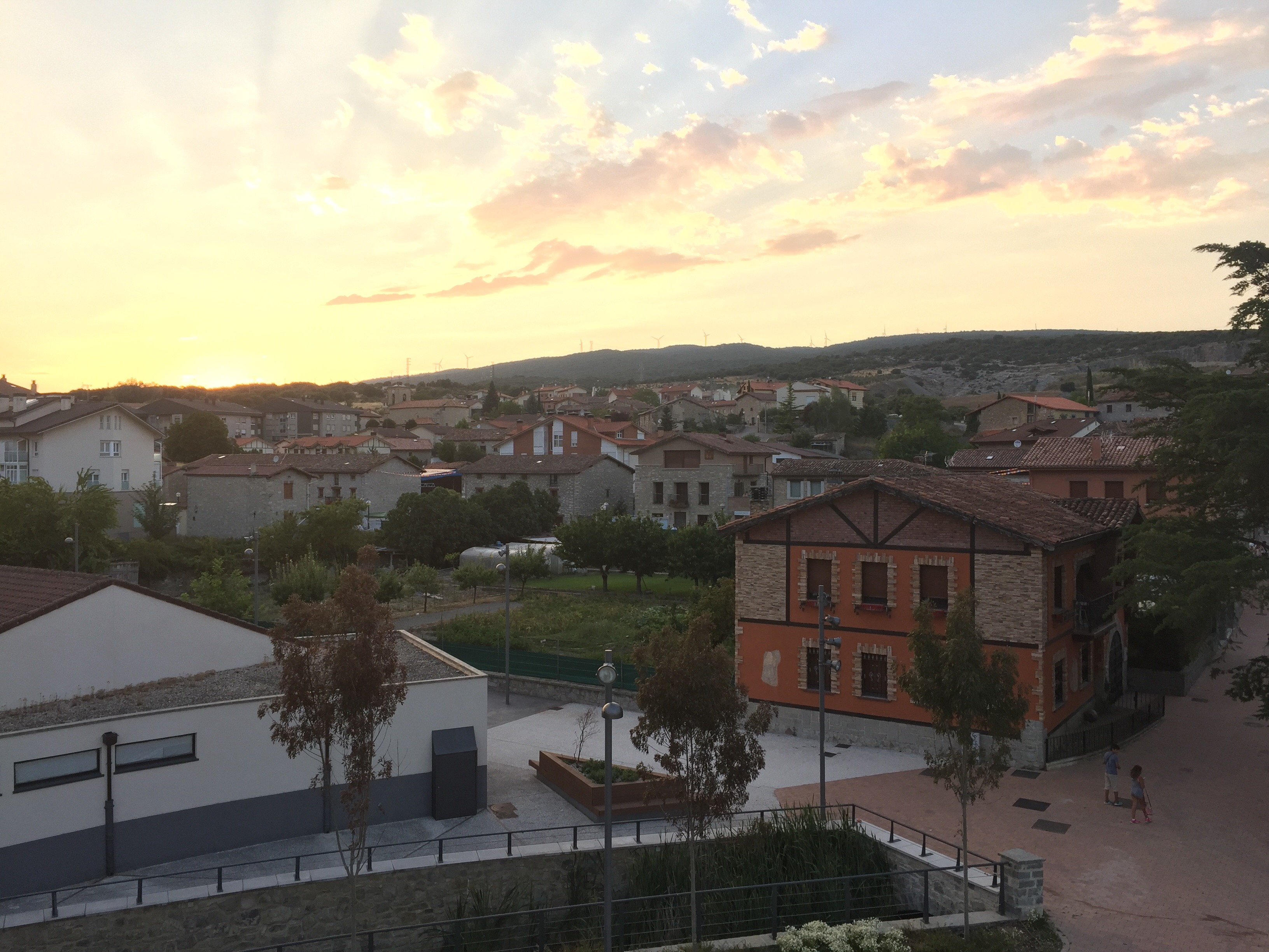
Nanclares vista desde lo alto del Calero

En el siglo XX, debido a los movimientos migratorios en el interior de España, el pueblo creció en tamaño y población, haciendo que su población creciera desde los 600 habitantes en 1900, hasta los más de 2000 de hoy en día.
Tras la guerra civil española, se construyó en la localidad un campo de concentración que se utilizó durante la posguerra y en la que se encerró a numerosos prisioneros republicanos, presos comunes y hasta a homosexuales. A principios de los años ochenta, este recinto se reformó y se inauguró un centro penitenciario, la hoy en día conocida como Cárcel de Nanclares de la Oca.
En 1976 los ayuntamientos de Nanclares de la Oca y el vecino de Iruña (compuesto por los concejos de Víllodas y Trespuentes) acordaron fusionarse ya que no disponían de los medios económicos suficientes para atender los servicios de su competencia. El municipio surgido de la fusión fue denominado Iruña de Oca, y se fijó la sede del ayuntamiento de la localidad de Nanclares.
En 2011 se inauguró una nueva prisión mucho más grande, denominada Centro Penitenciario Álava/Araba, que en principio iba a sustituir a la antigua una vez se habrían trasladado los presos. Esta nueva cárcel está situada en las faldas del monte San Miguel, en los montes de Vitoria, todavía dentro del término local de Nanclares.
Todavía no está claro el futuro de la vieja cárcel. Según el alcalde de Iruña de Oca, José Javier Martínez, y otras instituciones, se intentará devolver la gestión del edificio al municipio, pero por el momento, la antigua sigue funcionando como prisión para los beneficiarios del tercer grado.

## Economía
Hasta mediados del siglo XX, Nanclares ha sido un pueblo en su mayoría agrícola, ganadero y forestal. Ya en el siglo pasado, se excavaron canteras en la sierra de Badaya cuyo objetivo era la extracción de piedra caliza. Aunque algunas de ellas fueron cerrando, aún puede apreciarse el hueco de alguna de ellas en la ladera de la sierra.
Actualmente la localidad cuenta con dos polígonos industriales: San José de los Llanos y Subillabide, que son fuente de trabajo de una parte importante de la localidad y el municipio de Iruña de Oca. La construcción de estas zonas industriales supusieron, junto a la construcción de nuevas viviendas en Nanclares y la cercanía a la capital alavesa, un crecimiento notable de la población en la segunda mitad del siglo XX y principios del XXI.
Nanclares concentra además la mayor parte del sector servicios del municipio. Establecimientos hosteleros, panaderías, peluquerías, supermercados, etc. se pueden encontrar en la localidad, haciendo del pueblo autosuficiente en cierta medida. Es posible que lo más perjudicial en estos momentos para este sector sea la cercanía de Nanclares a Vitoria, que provoca que la gente haga sus compras y su vida en la capital en vez de en el pueblo.
Hoy en día, la economía nanclarina está basada en la industria y el comercio, que son los motores económicos desde la industrialización de la localidad.

## Demografía
Hasta 1976 existía el municipio de Nanclares de la Oca, que estaba formado por las localidades de Montevite, Ollávarre y Nanclares de la Oca.
En 1976, el municipio de Nanclares de la Oca se fusionó con el municipio vecino de Iruña y nació el actual Iruña de Oca.
| Gráfica de evolución demográfica de Nanclares de la Oca entre 1842 y 1970 |
| |
| Población de derecho según los censos de población del INE Población de hecho según los censos de población del INEEntre el censo de 1981 y el anterior, este municipio desaparece porque se agrupa en el municipio 01901 (Iruña de Oca) |

| Gráfica de evolución demográfica de Nanclares de la Oca entre 2000 y 2017 |
|                                                                           |
| Población de derecho según los censos de población del INE.               |

## Política

### Junta Administrativa (Concejo)
Al igual que todos los núcleos urbanos del municipio de Iruña de Oca y muchos pueblos de Álava, Nanclares cuenta con concejo propio y por tanto, una Junta Administrativa que se encarga de los asuntos más directamente relacionados con la administración del pueblo, como son la gestión de las calles, caminos, bienes, o jardines. Destaca de entre sus competencias la organización de fiestas patronales. La Junta Administrativa está actualmente compuesta por 11 vecinos del pueblo, independientes de partidos políticos, elegidos democráticamente cada 4 años en elecciones con listas abiertas convocadas por el gobierno de la Diputación Foral de Álava. Las últimas elecciones se celebraron el domingo, 1 de diciembre de 2013, con las que se eligieron a los siguientes candidatos como miembros de la Junta Administrativa de Nanclares de la Oca para la legislatura 2013-2017:
| Cargo      | Miembro                            | Votos |
| ---------- | ---------------------------------- | ----- |
| Presidente | Benemérito Picón Fraile            | 242   |
| Vocal      | Eloy Sáez de Cortázar Gordón       | 204   |
| Vocal      | Serafín Paz Prado                  | 175   |
| Vocal      | Óscar Peláez Ballestero            | 168   |
| Vocal      | Mikel Iñaki Ranero Álvarez         | 125   |
| Vocal      | Aranzazu Santamaría Mielgo         | 123   |
| Vocal      | Carlos García Lete                 | 116   |
| Vocal      | Milagros Salgado Aguayo            | 103   |
| Vocal      | Miguel Ángel Rodríguez Marín       | 99    |
| Vocal      | Jesús María Guinea Díaz de Otalora | 98    |
| Vocal      | Eneko Bernal Ribeiro               | 97    |

## Lugares de interés

### Herriko enparantza (plaza del pueblo)
En pleno centro de la localidad, está presidida por la llamada "fuente de los 12 caños" construida en 1901 y por el antiguo lavadero. También puede observarse en la zona un pequeño puente de piedra que atraviesa el arroyo El Torco y desde el que en los meses de invierno puede verse una cascada de agua.

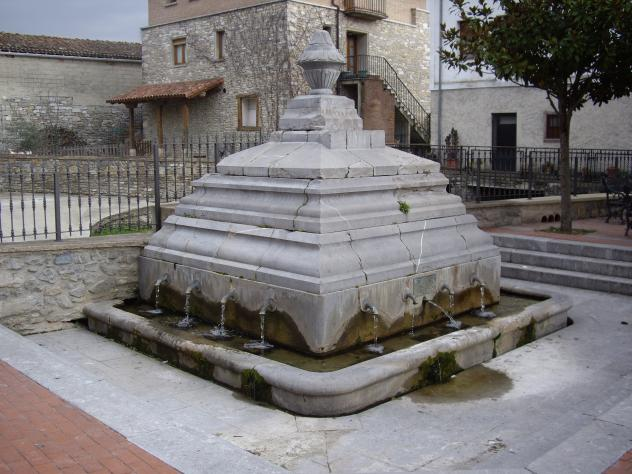
Fuente de los Doce Caños

### Los tres castillos de Nanclares
Son tres pequeñas torres situadas a las afueras de la localidad construidas por el ejército isabelino que tuvieron una función de vigilancia, comunicación y defensa durante las guerras carlistas del siglo XIX. Las tres están actualmente reformadas. 
- Vayagüen: Está en el monte del mismo nombre (Baiaguen en euskera, de ibaia 'río' y goen 'encima'), en la zona este y delante del que hoy es el centro penitenciario de Nanclares. Con sus 115 m² y 7,5m de altura, es la mayor de las tres torres y tuvo la función de telégrafo óptico.
- Almoreta: Se encuentra en la parte sur del pueblo, tras las vías del tren. Es la más pequeña de las tres con sus 70 m² y tuvo la función de telégrafo óptico y fortín. Actualmente está reformado y preparado para ser utilizado como albergue.
- El Encinal: Está situada en la colina del mismo nombre, al sur de la sierra de Badaya y al norte de la localidad. Cuenta con 94m2 de planta y está preparado para ser una sala de exposiciones. Las tres torres están protegidas por la Ley 16/1985 sobre el Patrimonio Histórico Español.

### Colegio de los HH Menesianos
Este edificio, situado en las afueras de la localidad, se utilizó como balneario en el siglo XIX (Balneario de Bolen), pero cayó en la decadencia y cerró, hasta que los Hermanos Menesianos lo compraron y lo convirtieron en convento y actualmente, también en colegio de secundaria.

### El Calero
véase El calero (Nanclares).

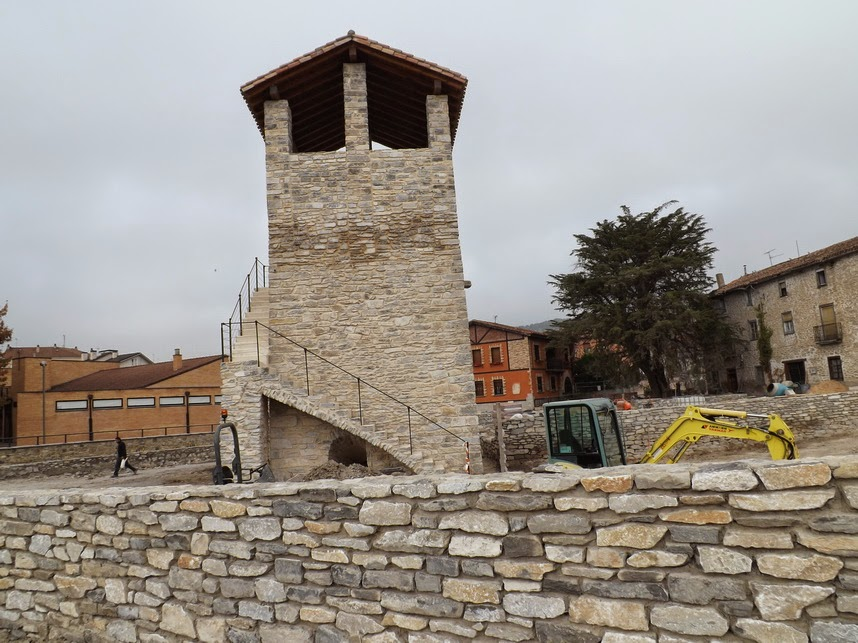
El Calero, durante su restauración

Es una singular torre de calcinación del siglo XIX de 15 metros de altura que forma parte desde 2011 del inventario general del patrimonio cultural vasco con categoría de monumento industrial. Es singular porque a diferencia de los caleros artesanales, que funcionaban de forma intermitente y para un uso determinado, el de Nanclares de la Oca era de tipo continuo, ya que su altura aumentaba su capacidad de carga. Es decir, se cargaba con la piedra y a medida que la cal descendía se podían echar nuevas capas. En la parte inferior se introducía el carbón, mientras que por las escaleras exteriores se subía la piedra caliza. Los estudios indican que la temperatura interior podía alcanzar los 1000 grados y el proceso de fabricación de la cal prolongarse alrededor de una semana. Así se mejoraba la eficiencia y aumentaba la producción. Actualmente se encuentra reformada y está siendo integrada en el entorno con la construcción de una nueva plaza y numerosos jardines.

## Fiestas y tradiciones
- Carnaval: En carnaval es habitual celebrar (el sábado que corresponda cada año) un desfile por la avenida principal de Nanclares amenizada con música a la que acompañan todas aquellas personas que deseen. Este desfile finaliza en el frontón municipal donde las personas y grupos que se hayan disfrazado compiten por llevarse el premio de mejor disfraz o mejor actuación (ya que los grupos disfrazados suelen presentar un baile). El martes de carnaval se celebra "el entierro de la sardina", donde se realiza la interpretación del funeral de una sardina que termina siendo quemada en el exterior del frontón.

- Primavera: En primavera se celebran las conocidas popularmente como fiestas culturales de Iruña de Oca. Las actividades realizadas están, como su nombre indica, relacionadas con la promoción de la cultura. Son ya una tradición la celebración de diversos actos como pueden ser charlas, actuaciones infantiles, teatros, conciertos, demostraciones de deporte rural (local y vasco), películas, documentales, monólogos,... Destacan además por su celebración anual: la feria gastronómica de las comunidades autónomas en la que los habitantes procedentes de diversos lugares de España se reúnen y preparan platos típicos de su tierra para ofrecérselos a sus vecinos a cambio de muy poco dinero que es destinado a organizaciones benéficas, los concursos de pintxos entre los bares del municipio y la marcha popular a través de la ruta verde que une los cinco núcleos de Iruña de Oca.

- San Juan: La noche del 23 al 24 de junio de cada año se organiza una hoguera como tradición de la noche de San Juan.

- Fiestas patronales: En 1968 se inició la tradición de La bajada de El Brujo desde la torre de la iglesia cada 13 de agosto para abrir las fiestas patronales. El Brujo comienza a descender desde la torre nada más realizar el txupinazo en una especie de carro colgada de un cable mientras lanza caramelos a los presentes, y a la mitad del recorrido recita una poesía o una coplilla en honor a los nanclarinos. Siempre termina deseando a todos unas felices fiestas y gritando un ¡Viva Nanclares! ¡Gora Langraiz Oka!. Tras la bajada, es tradicional acercarse a las txoznas y beber zurracapote que se reparte de forma gratuita. Durante las fiestas, también recorren las calles Inaxio, Tronchabuches, La Txata, Patxi y los tradicionales cabezudos, que ponen un toque de color y diversión. Durante estos días se organizan actos de todo tipo que hacen que sean muchos los vecinos y visitantes que se reúnen en Nanclares por estas fechas. Entre ellos, hay uno que destaca por su antigüedad y singularidad: la Bendición de las Peras, durante la cual se viste al patrón, San Roque, con una banda de peras, que son bendecidas por el sacerdote en la misa mayor. Actualmente la Junta Administrativa aporta cajas de peras, que después de ser consagradas, se reparten a la salida de la iglesia. Otros actos tradicionales son la morcillada en el Río San Antón, las verbenas en la plaza, el concierto de algún grupo conocido a nivel vasco o nacional, el mercado artesanal, el espectáculo piromusical (fuegos artificiales que explotan al ritmo de una canción) o la cucaña en la Torca. El último día por la noche se produce la subida del Brujo, con la que se cierran las fiestas.

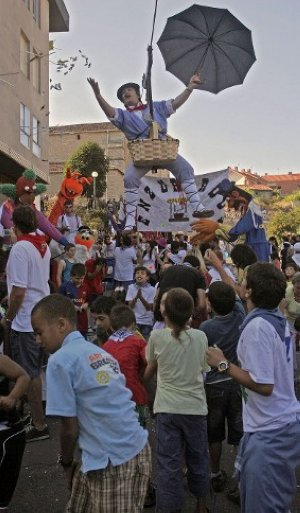
"El Brujo" bajando de lo alto de la iglesia.

- Navidad: durante las Navidades el ayuntamiento de Iruña de Oca organiza distintos actos que pasan por las tradicionales cabalgatas de Reyes la tarde del 5 de enero, y la llegada de Olentzero en Nochebuena. Además hay numerosos actos, como teatros o cuentacuentos, la carrera de San Silvestre el día 31 de diciembre o un cotillón de Nochevieja en el frontón municipal.

## Personas destacadas
- Blas Domingo López (Nanclares de la Oca, 3 de febrero de 1781 – Vitoria, 23 de diciembre de 1861):[13] político fuerista liberal, miembro de las Juntas Generales de Álava, alcalde de Vitoria entre 1843 y 1844, asesor y consultor de la provincia de Álava (títulos concedidos con carácter vitalicio). Sus decisivas intervenciones en la defensa de los fueros alaveses se plasmaron en la Instrucción para la defensa de los Fueros de la Muy Noble y Muy Leal Provincia de Álava y su obra titulada El Fuero Consuetudinario. Fue elegido diputado en Cortes por Álava entre 1837-1839 y 1850-1851, y en 1839 le fue concedido el título de Padre de provincia, con el que sólo se distinguía a personajes relevantes.

- Rita Oraá (27 de julio de 1963 - ): Fue integrante de la Selección española de voleibol femenino que tomó parte en los Juegos Olímpicos de Barcelona 1992. Esto la convierte en el único jugador de voleibol vasco (sea hombre o mujer) que ha llegado a participar en unas Olimpiadas. Obtuvo diploma olímpico (8.º puesto) por su participación en Barcelona. Actualmente vive en Alcorcón (Madrid).

- El brujo: véase El Brujo (Nanclares).

El hombre que baja del campanario de la iglesia para dar comienzo a las fiestas a mediados de agosto.

## Deporte
- Ansares-Ascentium C.D:  Equipo de fútbol fundado en 2016 que milita en la liga Regional Preferente de Álava.
- Club Deportivo Nanclares: Equipo de fútbol fundado en 1960 compuesto por equipos de varias categorías. El primer equipo del club milita en la Regional Preferente de Álava.
- ACR Eskegi: Asociación de motociclistas de Nanclares.
- S.C. Langraiz: Sociedad de ciclistas de Nanclares.
- Grupo de Montaña Langraiz
- Asociación Cultural Deportiva de Caza 'Vallegrande'

## Asociaciones y grupos
- Grupo de Mujeres 'Lantartea'
- Grupo de teatro 'Almoreta'
- Asociación coral 'San Torcariz'
- Asociación de Pensionistas, Jubilados y Viudas 'San Roque y San Pedro'
- Euskara Añanan Mingainean: asociación para el fomento y aprendizaje del euskera en la Cuadrilla de Añana
- Urratsak: grupo Scout

## Apellido
Según el Instituto Nacional de Estadística existen alrededor de 500 personas con el apellido Nanclares en el primer lugar y otras tantas en el segundo. La mayor parte se concentran en las provincias de Álava, Burgos y La Rioja, aunque también hay personas en el resto del País Vasco, Navarra, Cantabria, Asturias, Madrid, y Castilla y León; es reseñable el caso de la provincia de Almería, donde curiosamente hay más personas con este apellido que en Vizcaya, Guipúzcoa y Navarra. Hay que destacar la existencia de los apellidos compuestos alaveses que son únicos en España por componerse de una primera parte de tipo patronímico y una segunda parte de tipo toponímico separadas por la preposición "de". Ejemplos de estos son: Pérez de Nanclares, Íñiguez de Nanclares, Beltrán de Nanclares o Sáez de Nanclares.
En lo que se refiere al escudo del apellido, existen entre otros:
| Blason à dessiner | El escudo Nanclares está blasonado así: En campo de oro, un árbol de sinople, y un lobo de sable, cebado de cordero blanco, pasante al pie del tronco. |

| Blason à dessiner | En campo de gules, una banda de oro, engolada en cabezas de dragones de oro, acompaña en lo alto de una estrella de oro y en lo bajo de una flor de lis de oro. Bordura de azur, separada del campo por filete de oro, y cargada de ocho sotueres de oro. |